# The Waiting Supper
The Waiting Supper is een kort verhaal uit 1887 van de Engelse schrijver Thomas Hardy. Het verhaalt telt acht korte hoofdstukken en werd in Groot-Brittannië in twee delen gepubliceerd in het maandblad Murray's Magazine in de afleveringen van januari en februari 1888. In de Verenigde Staten verscheen het in het weekblad Harper's Weekly, eveneens in twee delen, op 31 december 1887 en 7 januari 1888. Later werd het opgenomen in de in 1913 uitgebrachte verhalenbundel A Changed Man and Other Tales.
Het verhaal speelt zich, zoals gebruikelijk, af in Hardy's fictieve graafschap Wessex, in een landelijke omgeving in de buurt van Elsenford (in werkelijkheid Ilsington, Puddletown, Dorset). Squire Everard is de plaatselijke landheer, wonend in Froom Everard. Hij is niet heel rijk, maar wel van oude familie en heeft een jonge dochter Christine, die buiten zijn medeweten al enkele jaren een verstandhouding heeft met de jonge landarbeider Nicholas Long. Deze is, gezien zijn achtergrond en beperkte opleiding, in de heersende opvatting eigenlijk geen goede partij voor Christine. Deze omstandigheden vormen de basis van de vertelling.

## Het verhaal
Tijdens een ontmoeting tussen Christine en Nic komt het gesprek op zijn oude belofte om, zoals zij had voorgesteld, voor een jaar of twee naar het buitenland te gaan, rond te reizen, mensenkennis en cultuur op te doen. Hier is het om praktische redenen niet van gekomen: hij kan de boerderij van zijn oom niet alleen laten, hij wil in de buurt blijven van Christine en vooral, hij heeft er het geld niet voor. Zij biedt hem aan de reis van haar eigen geld te betalen, maar daar wil hij vanzelfsprekend geen gebruik van maken, omdat het hem rechtens niet toekomt. Met het oog daarop tovert hij een trouwvergunning tevoorschijn en belooft de volgende dag nog te vertrekken als zij eerst met hem trouwt. Na enig nadenken besluit zij de sprong te wagen en verzoekt een ontmoeting met de dominee voor de volgende ochtend vroeg. Beiden zijn om acht uur bij de kerk aanwezig, met een paar eventuele getuigen op afroep in de nabijheid. Als de dominee merkt wat er van hem verwacht wordt weigert hij pertinent: Christine heeft geen toestemming van haar vader en is niet meerderjarig. Onverrichter zake druipt het paar af en van de plannen komt niets terecht.
Enige tijd later wonen Christine en haar vader een doopfeest bij, waar zij kennismaakt met James Bellston, een jongeman die zeer bereisd is en wel de nodige culturele achtergrond bezit. Haar vader acht hem een goede partij en dringt er bij Christine op aan hem haar het hof te laten maken. Dan geeft zij toe dat ze zich al aan Nic heeft beloofd, tot haar vaders woede. Inmiddels gaan links en rechts geruchten dat Christine en Nicholas al in het geheim getrouwd zouden zijn. Haar vader delibereert en besluit uiteindelijk haar dan maar haar zin te geven, ook om de geruchten de kop in te drukken. Hij verwittigt Nic, die hier echter een bittere ondertoon in bespeurt. Deze wikt en weegt en besluit dat het voor iedereen beter is als hij zijn koffers pakt en vertrekt.
Vijftien jaar later keert hij terug in de omgeving en neemt zijn intrek in een herberg. Hij verneemt dat de oude Everard is overleden en dat het huis is verkocht. De moed zakt hem in de schoenen. Na aankomst in Engeland had hij op goed geluk een briefje gestuurd naar het oude adres. Tijdens een wandeling in de richting van het dorp ontwaart hij echter toch Christine. Zij blijkt nog in het huis te wonen in een aantal kamers die zij huurt van de nieuwe eigenaar. Ze vertelt dat ze wel is getrouwd, maar wil hier liever later op een rustig moment over praten. Zij maken een afspraak. Voor die tijd bezoekt hij echter de begraafplaats van het dorp, op zoek naar een mogelijk graf van Bellston. Hij raakt in gesprek met iemand die bezig is de graven schoon te maken en verneemt dat niemand weet of Bellston nog in leven is. Negen jaar geleden is hij vertrokken, met het geld van zijn vrouw, om opnieuw de wereld te bereizen. Nooit is er meer iets van hem vernomen. Hij is wellicht niet dood, maar in ieder geval wel vermist.
Nicholas koopt een huis in de nabijgelegen marktstad en bezoekt Christine regelmatig. Zij overleggen de situatie en besluiten alsnog te trouwen en hun voornemen ook bekend te maken via de kranten. Op de avond voor de grote dag organiseert zij voor hen beiden een intiem souper in haar kamers. Dan arriveert een boodschapper met de mededeling dat Mr. Bellston is aangekomen, heeft vernomen van haar plannen en haar aanstonds zal bezoeken. Zijn bagage levert hij bij haar af. Het paar is uiteraard zeer ontsteld: van een huwelijk zal opnieuw niets komen. Bellston komt overigens die avond niet opdagen en ook de daaropvolgende dagen blijft bericht uit. Nic en Christine zetten hun onderlinge bezoeken voort, terwijl de jaren in onzekerheid verstrijken. Na verloop van zeven jaar stelt Nicholas voor om alsnog de stap te wagen, maar zij vreest dat haar echtgenoot dan opnieuw de zaak zal komen verstoren. Nic raakt wat slecht ter been en koopt een huisje in de nabijheid van Christine. Zij zijn weliswaar minnaars, maar over een huwelijk spreken zij niet meer. Zeventien jaar later wordt bij het uitbaggeren van een riviertje een skelet aangetroffen, met daarbij de overblijfselen van een bekend gouden horloge. Vele uren lang hadden zij doorgebracht aan de oever van het riviertje, waar de man kennelijk per ongeluk de dood had gevonden. Al die jaren hadden zij getrouwd kunnen zijn en kinderen kunnen krijgen. Niettemin zijn ze opgelucht dat er een schaduw uit hun beider leven is verdwenen, maar laten hun relatie van jaren uiteindelijk op dezelfde manier voortbestaan.